# 装輪装甲車一覧
装輪装甲車一覧（そうりんそうこうしゃいちらん）では、世界の装輪装甲車を挙げる。

## 第一次世界大戦期

### イギリス
- ロールス・ロイス装甲車

### イタリア王国
- ランチア IZM

## 戦間期

### イギリス
- オースチン装甲車
- ヴィッカース・クロスレイ装甲車
- ランチェスター装甲車

### イタリア王国
- アンサルド装甲車

### ポーランド
- フォードFT-B

### 大日本帝国
- ウーズレー装甲自動車
- 九三式装甲自動車

## 第二次世界大戦期

### アメリカ合衆国
- M8装甲車
- M3装甲車
- M20装甲車

### イギリス
- ダイムラー偵察車
- ハンバー軽偵察車
- ガイ リザード装甲指揮車
- ベッドフォードOXA
- AEC装甲車
- AEC装甲指揮車
- コベントリー装甲車
- ダイムラー装甲車

### イギリス領インド帝国
- インド型装輪装甲輸送車

### イタリア王国
- AB 41

### オーストラリア
- ディンゴ偵察車
- S1偵察車
- ローバー軽装甲車
- ライノー重装甲車

### カナダ
- ガイ装甲車
- ハンバー装甲車
- オッター軽偵察車
- C15TA装甲トラック

### ソビエト連邦
- BA-64

### チェコスロバキア
- OA vz.30

### ドイツ国
- Kfz 13
- ADGZ装甲車
- Sd Kfz 221
- Sd Kfz 222
- Sd Kfz 223
- Sd Kfz 231
- Sd Kfz 231 (6-Rad)
- Sd Kfz 232
- Sd Kfz 232 (6-Rad)
- Sd Kfz 234
- Sd Kfz 247
- Sd Kfz 263
- Sd Kfz 263 (6-Rad)

### ニュージーランド
- スタンダード軽装甲車

### ポーランド
- Wz.29装甲車
- Wz.34装甲車
- クブシュ

### 南アフリカ連邦
- マーモン・ヘリントン装甲車
- モーリス軽装甲車

## 第二次世界大戦後

### アメリカ合衆国
- V-100/V-150 コマンドウ

### イギリス
- フェレット
- ハンバー・ピッグ装甲車
- FV601 サラディン
- FV721 フォックス
- FV603 サラセン

### イスラエル
- サンドイッチ装甲車
- AIL ストーム
- MDT ダビデ

### イタリア
- フィアット 6614
- フィアット 6616

### オランダ
- YP-408装甲兵員輸送車

### カナダ
- AVGP
- コヨーテ（英語版）
- バイソン（英語版）
- LAV III（英語版）

### スイス
- MOWAG ピラーニャ

### ルーマニア
- ABC-79M
- TAB-71

### ソビエト連邦
- BRDM-1
- BRDM-2
- BTR-152
- BTR-40
- BTR-60
- BTR-70
- BTR-80

### チェコスロバキア・ポーランド
- OT-64装甲兵員輸送車

### 西ドイツ
- UR-416装甲兵員輸送車
- ルクス

### フランス
- パナール 178B
- EBR装甲車
- AML装甲車
- パナール M3
- VXB-170

## ベトナム戦争後 - 冷戦終結まで

### アメリカ合衆国
- ドラグーン装甲車
- M1117 ガーディアンASV
- LAV-25

### イギリス
- AT105 サクソン

### イスラエル
- M462 ライノ
- Nimda Shoet
- サファロン

### イタリア
- チェンタウロ戦闘偵察車

### 西ドイツ
- TM-170装甲兵員輸送車
- コンドル
- フクス

### 日本
- 82式指揮通信車
- 87式偵察警戒車
- 化学防護車

### フィンランド
- XA-180装甲兵員輸送車

### ブラジル
- EE-3 ジャララカ
- EE-9 カスカペル
- EE-11 ウルツ

### フランス
- ERC 90装甲車
- VBC-90
- AMX-10RC
- VAB
- VBL

### 南アフリカ共和国
- ブッフェル装甲兵員輸送車
- キャスパー装甲兵員輸送車
- マンバ装甲兵員輸送車
- ラーテル歩兵戦闘車
- ルーイカット装甲車

### ユーゴスラビア
- BOV装甲兵員輸送車

### ルーマニア
- TAB-77
- B33ツィンブル

## 冷戦終結後 - 21世紀初頭

### アメリカ合衆国
- ストライカー装甲車
  - M1126 ストライカーICV（英語版）
  - M1127 ストライカーRV
  - M1128 ストライカーMGS
  - M1129 ストライカーMC
  - M1130 ストライカーCV（英語版）
  - M1131 ストライカーFSV（英語版）
  - M1132 ストライカーESV（英語版）
  - M1133 ストライカーMEV（英語版）
  - M1134 ストライカーATGM（英語版）
  - M1135 ストライカーNBCRV（英語版）
  - M1296 ストライカーICVD（英語版）
- MMPV
- MRAP
  - クーガー
  - ケイマン
  - マックスプロ
  - RG-31
  - RG-33
  - M-ATV
  - バッファロー MPCV
- JLTV
  - L-ATV
- ACV

### イギリス
- AT105 サクソン
- マスティフ
- ハスキーTSV

### イスラエル
- プラサン サンドキャット
- ゼーブ
- ゴラン
- RAM-2000
- エイタン
- パンサー
- ティグリス

### イタリア
- チェンタウロ戦闘偵察車
- プーマ軽装甲車
- フレッチャ歩兵戦闘車
- イヴェコ LMV
- チェンタウロII MGS 120/105

### インドネシア
- コモド軽装甲車(en)
- アノア装甲兵員輸送車(en)

### ウクライナ
- BTR-94
- BTR-3
- BTR-4
- KrAZ クーガー
- KrAZ スパルタン
- KrAZ コブラ

### エジプト
- ファハド装甲兵員輸送車

### オーストラリア
- ASLAV
- ブッシュマスター
- ホークアイ

### オーストリア
- パンデュールI
- パンデュールII

### クロアチア
- LOV-1装甲兵員輸送車

### スイス
- MOWAG イーグル

### スペイン
- BMR装甲兵員輸送車
- VEC装甲偵察車

### タイ
- ファーストウィン(en)

### 大韓民国
- レイコルト KLTV

### 中華人民共和国
- 92式装輪装甲車
  - 05式自走迫撃砲
- 08式装輪装甲車
  - 08式歩兵戦闘車
  - 10式装甲兵員輸送車(en)
  - 11式105mm装輪突撃車

### 中華民国
- CM-32

### 朝鮮民主主義人民共和国
- M-1992
- M-2010

### ドイツ
- ATF ディンゴ
- AGF サーバル
- LAPV エノク
- ESK ムンゴ
- RCH 155

### ドイツ・オランダ
- フェネック偵察車
- ボクサー装輪装甲車

### トルコ
- コブラ

### 日本
- 96式装輪装甲車
- 軽装甲機動車
- NBC偵察車
- 16式機動戦闘車
- 24式装輪装甲戦闘車
- 24式機動120mm迫撃砲
- 共通戦術装輪車（偵察戦闘型）

### フィンランド
- パトリア AMV

### ブラジル
- VBTP-MR グワラニ

### フランス
- VBCI
- VBMR グリフォン
- EBRC ジャグア

### 南アフリカ共和国
- バッファロー地雷除去車
- マローダー

### ロシア
- BTR-90
- GAZ-2330 ティーグル
- タイフーン
  - KamAZ タイフーン（英語版、ロシア語版）
  - ウラル タイフーン（英語版、ロシア語版）
- ブーメランク